# Sadżur
Sadżur (hebr. סאג'ור; arab. ساجور; ang. Sajur) – samorząd lokalny położony w Dystrykcie Północnym, w Izraelu.

## Położenie
Miejscowość Sadżur jest położona na wysokości 364 metrów n.p.m. na wschodnim skraju Doliny Bet ha-Kerem, która stanowi granicę między Dolną Galileą i Górną Galileą. Na północy wznosi się masyw gór Matlul Curim (769 m n.p.m.), oraz góry Har Szezor (886 m n.p.m.) i Har Hod (804 m n.p.m.). W kierunku wschodnim Dolina Bet ha-Kerem przechodzi w Dolinę Chananja, a na południu wznosi się masyw góry Kamon (598 m n.p.m.). Po stronie wschodniej przepływa strumień Rama, po zachodniej strumień Talil, a na południu strumień Szezor. Okoliczny teren opada w kierunku południowo-zachodnim. W otoczeniu Sadżur znajdują się miasto Karmiel, miejscowości Nachf, Peki’in, Bet Dżan i Rama, moszaw Szezor, wsie komunalne Har Chaluc, Haraszim i Michmanim, oraz arabska wieś Kamane. Na południowym zachodzie znajduje się strefa przemysłowa Karmiel.

### Podział administracyjny
Sadżur jest położona w Poddystrykcie Akki, w Dystrykcie Północnym.

## Demografia
Zgodnie z danymi Izraelskiego Centrum Danych Statystycznych w 2011 roku w Sadżur żyło ponad 3,8 tys. mieszkańców, z czego 99,9% Druzowie i 0,1% Arabowie muzułmanie. Wskaźnik wzrostu populacji w 2011 roku wynosił 0,0%. Zgodnie z danymi Izraelskiego Centrum Danych Statystycznych średnie wynagrodzenie pracowników w Sadżur w 2009 roku wynosiło 4041 szekli (średnia krajowa 7070 szekli).
| Wiek (w latach) | Procent populacji w % |
| --------------- | --------------------- |
| 0 – 4           | 9,8                   |
| 5 – 9           | 11,2                  |
| 10 – 14         | 11,5                  |
| 15 – 19         | 11,8                  |
| 20 – 29         | 17,3                  |
| 30 – 44         | 23,0                  |
| 45 – 59         | 10,2                  |
| 60 – 64         | 1,8                   |
| 65 –            | 3,4                   |

Źródło danych: Central Bureau of Statistics.

## Historia

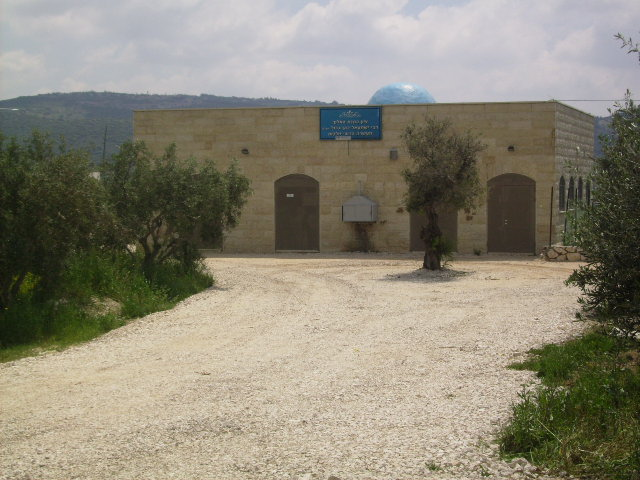
Grób rabina Iszmaela ben Elisza ha-Kohena

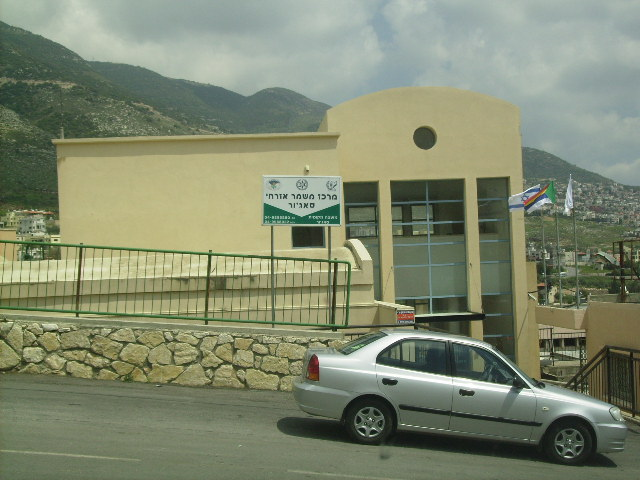
Budynki w Sadżur

Miejscowość Sadżur jest utożsamiana ze starożytną osadą Sagur, która znajduje się na liście miast zdobytych przez faraona Ramzesa II. W I wieku o żydowskiej miejscowości Sadżur wspominał Talmud i Miszna. Współczesna osada druzyjska została założona w XVIII wieku. Pod koniec XIX wieku francuski podróżnik Victor Guérin opisał Sadżur jako małą wieś druzyjską położoną na wzgórzu otoczonym gajami oliwnymi, oraz uprawami granatów i fig. W wyniku I wojny światowej w 1918 roku cała Palestyna przeszła pod panowanie Brytyjczyków. Przyjęta 29 listopada 1947 roku Rezolucja Zgromadzenia Ogólnego ONZ nr 181 w sprawie podziału Palestyny przyznawała rejon wioski Sadżur państwu arabskiemu. Podczas wojny domowej w Mandacie Palestyny na początku 1948 roku do wsi wkroczyły siły Arabskiej Armii Wyzwoleńczej, które paraliżowały żydowską komunikację w całym obszarze Galilei. Podczas I wojny izraelsko-arabskiej w październiku 1948 roku Izraelczycy przeprowadzili w tym rejonie operację „Hiram”, i 30 października zajęli Sadżur. W izraelskiej armii służyła już wówczas druzyjska jednostka wojskowa, dlatego oszczędzono Sadżur, nie wysiedlając jej mieszkańców. Dzięki temu wieś zachowała swój pierwotny charakter. W 1992 roku Sadżur otrzymała status samorządu lokalnego.

## Symbole
Herb Sadżur został oficjalnie opublikowany w 1995 roku. Ma on kształt spłaszczonego okręgu, w którego wnętrzu umieszczono wizerunek drzewa oliwkowego. Ilustruje on na tradycyjne źródło utrzymania lokalnej ludności. W tle znajduje się okoliczne góry, spoza których świeci słońce, symbolizujące nadzieję na rozwój miejscowości. Powyżej i poniżej umieszczono nazwę miejscowości w języku hebrajskim i arabskim. Oficjalna flaga jest w kolorze białym z wielokolorowym herbem pośrodku.

## Polityka
Siedziba władz samorządowych znajduje się w południowej części miejscowości.

## Architektura
Miasteczko posiada typową arabską architekturę, charakteryzującą się ciasną zabudową i wąskimi, krętymi uliczkami. Zabudowa powstawała bardzo chaotycznie, bez zachowania jakiegokolwiek wspólnego stylu architektonicznego.

## Kultura
W miejscowości jest ośrodek kultury i biblioteka publiczna.

## Edukacja i nauka
W miejscowości znajduje się szkoła podstawowa. W 2010 roku uczyło się w niej 470 uczniów. Średnia liczba uczniów w klasie wynosiła 25.

## Sport i rekreacja
Przy szkole znajduje się boisko oraz sala sportowa.

## Religia
W miejscowości znajdują się groby słynnych rabinów Iszmaela ben Elisza ha-Kohena i Szymona Szezuri.

## Gospodarka
Podstawą lokalnej gospodarki pozostaje rolnictwo (przede wszystkim uprawy drzew oliwnych), chociaż coraz większą rolę odgrywają usługi i handel. Wielu mieszkańców pracuje w izraelskiej policji i armii. Podejmowane są wysiłki na rzecz pobudzenia turystyki. Wielu mieszkańców pracuje w okolicznych strefach przemysłowych.

## Transport
Z miasteczka wyjeżdża się na południowy wschód drogą nr 8566, którą dojeżdża się do miejscowości Rama i skrzyżowania z droga nr 85. Lokalną drogą prowadzącą na zachód dojeżdża się do miejscowości Nachf.